# Microlophus peruvianus
Microlophus peruvianus là một loài thằn lằn trong họ Tropiduridae. Loài này được Lesson mô tả khoa học đầu tiên năm 1830.

## Hình ảnh

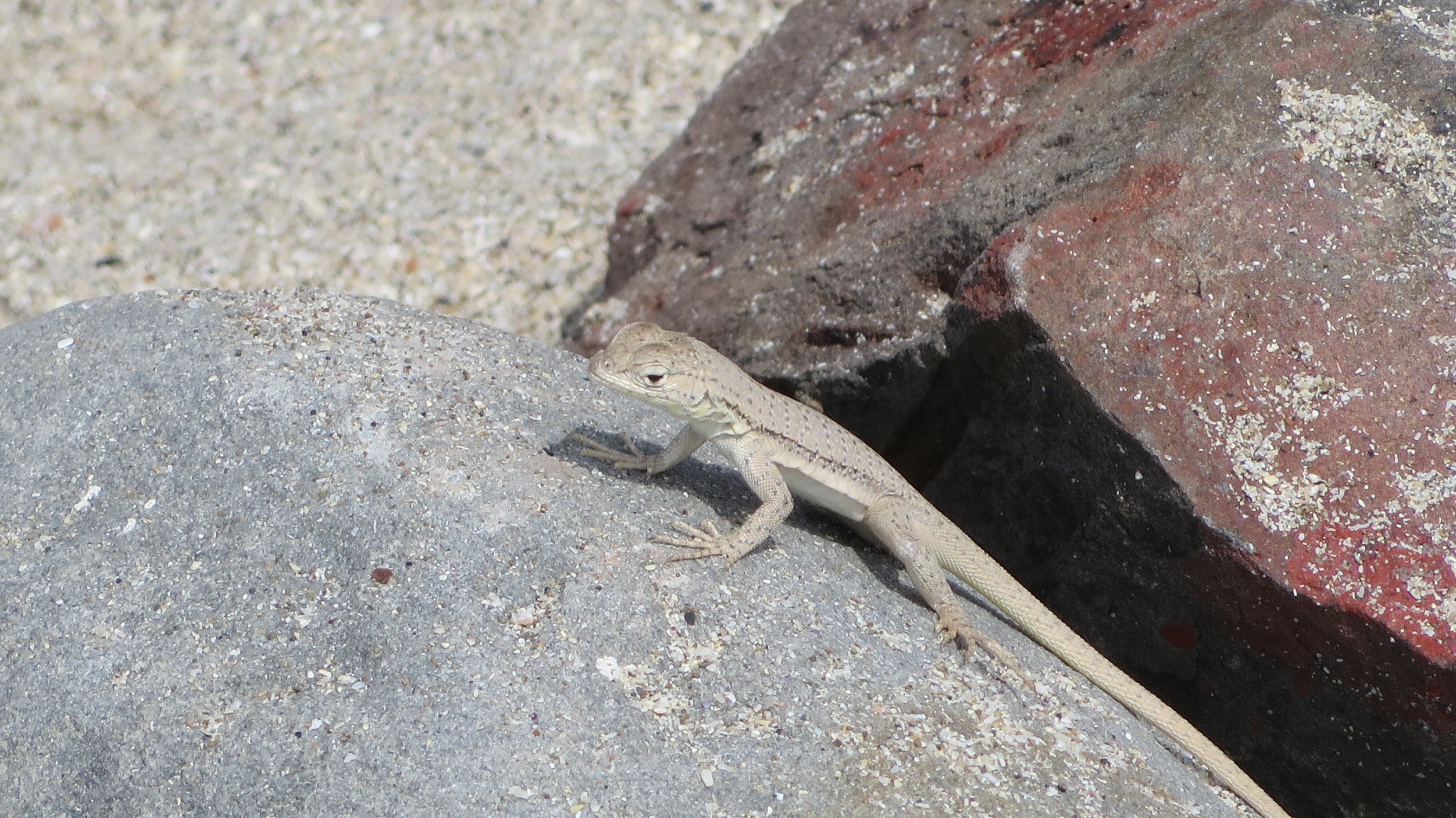
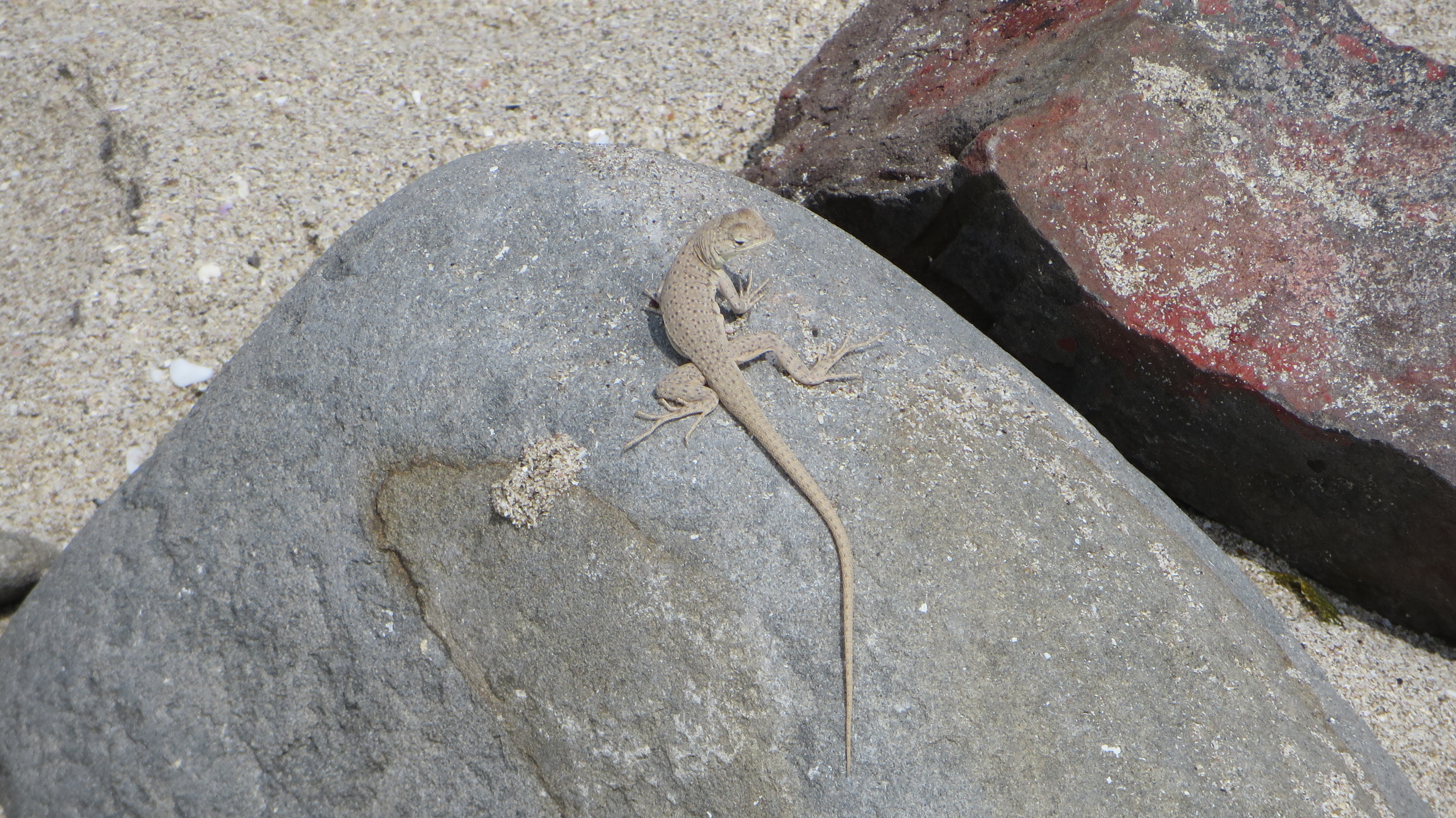
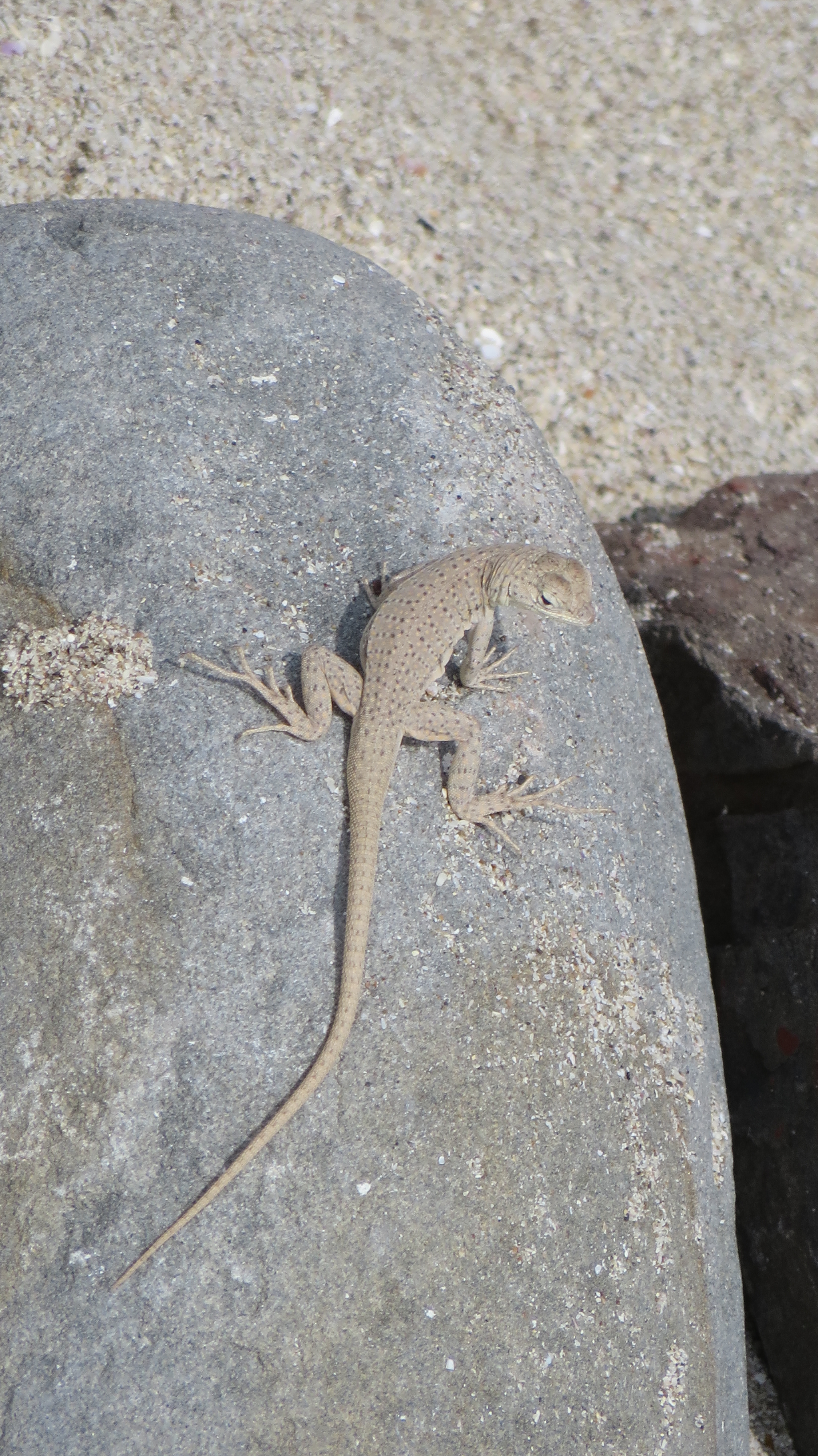